# Trichuris suis
Trichuris suis är en rundmaskart. Trichuris suis ingår i släktet Trichuris, och familjen Trichuridae. Arten är reproducerande i Sverige.